# Михайловка (Топчихинський район)
Миха́йловка (рос. Михайловка) — село у складі Топчихинського району Алтайського краю, Росія. Входить до складу Макар'євської сільської ради.

## Населення
Населення — 169 осіб (2010; 180 у 2002).
Національний склад (станом на 2002 рік):
- росіяни — 90 %